# Safia noctar
Safia noctar är en fjärilsart som beskrevs av William Schaus 1901. Safia noctar ingår i släktet Safia och familjen nattflyn. Inga underarter finns listade.